# Fodinella tuberculata
Fodinella tuberculata är en mossdjursart som först beskrevs av Philipps 1900.  Fodinella tuberculata ingår i släktet Fodinella och familjen Hippoporidridae. Inga underarter finns listade i Catalogue of Life.